# Vũ Tất Thận
Vũ Tất Thận có tên húy là Thiết Trấn, tự là Như Tông, thụy là Trung Hậu  được mang quốc tính theo họ của chúa Trịnh nên còn được gọi là Trịnh Thiết, là quan nhà Lê trung hưng.

## Thân thế và sự nghiệp
Vũ Tất Thận sinh ngày 25 tháng 9 năm Đinh Hợi (1705); mất ngày 28 tháng 9 năm Bính Tuất (1766); quê tại My Thử, Đường An, Hải Dương, là em trai của Thái phi Vũ Thị (vợ chúa Trịnh Cương), là bậc võ quan, trực tiếp cầm quân và tham gia nhiều trận chiến thời đó được Trịnh Doanh tin tưởng, được phong là Suy trung Dực vận công thần, Đồng Tham tụng Trung doanh khuôn quân doanh Đô đốc phủ, Chánh Đô đốc Thự phủ sự, kiêm Tôn nhân Phủ, Hữu Tôn chính Đại tư đồ Bính Trung công; gia phong Khởi phục Quốc lão thần Bính Quận công.

## Giúp Trịnh Doanh lên ngôi chúa
Trịnh Giang lên ngôi chúa vào năm 1729 nhưng thích chơi bời, trễ nải công việc, không quan tâm đến triều chính, ban hành nhiều chính sách hà khắc nên đất nước rơi vào cảnh lầm than, nhân dân nhiều nơi nổi dậy khởi nghĩa. Nhân cơ hội này, tháng 12 năm 1738, Lê Duy Mật, Lê Duy Quy (con vua Lê Dụ Tông) và Lê Duy Chúc (con của vua Lê Hy Tông) đã định đốt kinh thành, làm binh biến, lật đổ nhà Trịnh nhưng việc bại lộ, đành phải trốn khỏi kinh thành vào Thanh Hóa dấy quân chống lại chúa Trịnh. Trước bối cảnh đó, Vũ Thái phi (mẹ của Trịnh Giang) đã bàn với các đại thần, trong đó có Vũ Tất Thận tìm cách đưa Trịnh Doanh lên ngôi vào tháng Giêng năm 1740.
Sau khi lên ngôi, Trịnh Doanh đã điều chỉnh ngay các chính sách hà khắc thời Trịnh Giang, ban hành nhiều chính sách phù hợp với lòng dân và ban thưởng cho những đại thần có công phò giúp việc lên ngôi chúa. Vũ Tất Thận được ban chữ hiệu "công thần", mũ và đai lưng được trang sức bằng vàng cao quý như đối với bậc vương thân và thăng làm Đại tư đồ (lúc đó Vũ Tất Thận nắm giữ quân dinh Trung Khuông, kiêm Tôn nhân phủ hữu tôn chính, Thự phụ sự, Tả đô đốc).Đồng thời Vũ Tất Thận và chín đại thần khác (Nguyễn Quý Cảnh, Nguyễn Đình Hoàn, Giáp Nguyễn Khoa, Vũ Đình Trác, Trương Khuông, Trịnh Trụ, Đinh Văn Giai và Nguyễn Công Thái) còn được Trịnh Doanh phong thêm thái ấp nhờ công lao này.

## Giúp Trịnh Doanh lập vua Lê Hiển Tông
Thời Lê trung hưng, nhà Lê chỉ là vị thế, có tính hình thức, toàn bộ việc triều chính và điều hành đất nước do Phủ chúa thực hiện, ngay cả việc lập vua, hoàng hậu và thái tử đều có sự tham gia, thậm chí là sắp đặt của của chúa Trịnh. Tháng 4, năm 1735, vua Lê Thuần Tông mất. Theo lệ, Duy Diêu là con trưởng của vua Thuần Tông sẽ được nối ngôi. Tuy nhiên, Trịnh Giang lại lập Duy Thận, là em của vua Thuần Tông lên ngôi, vì Trịnh Giang cho rằng Duy Thận giống tiên đế và còn là cháu ngoại của bà Thái phi Vũ Thị, gần gũi, thân cận với Trịnh Giang; đổi niên hiệu là Vĩnh Hựu.
Sau này, vào năm 1738, do Lê Duy Mật (là chú ruột của Duy Diêu) có ý định làm phản, nên Duy Diêu còn bị Trịnh Giang giam cầm. Tuy nhiên, lúc đó, Trịnh Doanh đã bí mật đưa Duy Diêu đến ở nhà của Vũ Tất Thận (là cậu của Trịnh Doanh). Trước ngày Duy Diêu đến, Vũ Tất Thận nằm mơ thấy có người khách đến nhà mình mà cờ quạt, âm nhạc hệt như nghi thức của thiên tử. Sau đó thì trùng lặp Duy Diêu đến ở nhà Vũ Tất Thận. Sau này, khi Trịnh Doanh lên ngôi chúa, Vũ Tất Thận bèn thuật lại cho Trịnh Doanh về giấc mơ của mình, có ý tôn lập Duy Diêu làm vua cho phải lẽ, hợp với lòng trăm họ. Nhờ đó, Trịnh Doanh mới bàn với các đại  thần, xin nhà vua (Lê Ý Tông) nhường ngôi cho Duy Diêu. Vua Lê Ý Tông chấp thuận ban chiếu nhường ngôi. Duy Diêu lên ngôi lấy niên hiệu là Cảnh Hưng.

## Làm tướng ra trận
Sau khi lên ngôi chúa, ngoài việc ban hành, điều chỉnh các chính sách phát triển đất nước, Trịnh Doanh tập trung vào việc trấn dẹp các cuộc khởi nghĩa nông dân, các cuộc nổi loạn của thân quan mất mãn do thời Trịnh Giang gây lên như khởi nghĩa của Nguyễn Tuyển, Nguyễn Cừ và Nguyễn Diên; Nguyễn Trác Oánh; Lê Duy Mật..... để nhằm nhanh chóng ổn định tình hình đất nước.
Là bậc quan võ đầu triều của chúa Trịnh, Vũ Tất Thận cùng với các võ tướng khác của triều đình đã tham gia vào công cuộc bình định này của Trịnh Doanh. Tháng 6 năm 1740, Vũ Tất Thận và Hoàng Công Kỳ được lệnh của Trịnh Doanh cùng làm đại tướng đến Đường An để đánh dẹp Nguyễn Tuyển, Nguyễn Cử. Tuy nhiên, khi mới kéo quân đến làng An Nhân, chưa đến Đường An, đại quân của Vũ Tất Thận và Hoàng Công Kỳ đã bị nghĩa quân của Nguyễn Tuyển, Nguyển Cừ tấn công bất ngờ, chống đỡ không nổi, thua trận, tháo chạy toán loạn. Thừa thắng, Nguyễn Tuyển, Nguyễn Cừ cho quân kéo đến My Thử, Đường An, là quê của Vũ Tất Thận và Thái phi Vũ Thị Ngọc Nguyên (vợ Trịnh Cương), đốt trụi phủ đệ, từ đường tại đây,.
Tháng 10 năm 1740, Trịnh Doanh trực tiếp mang đại quân đánh Vũ Đình Dung ở Ngân Già; tháng 11 năm 1740 kéo quân đến đóng ở Vũ Điện, sau đến Hiến Doanh, chia các tướng (Đinh Văn Giai, Nguyễn Đình Hoàn, Vũ Tất Thận, Trương Khuông ....) thành từng bộ phận, hiệp đồng tác chiến. Trong trận này Vũ Đình Dung đại bại, giặc Ngân Già bị xóa sổ. Sau này, trong nhiều cuộc bình định của Trịnh Doanh, nhất là ở vùng Sơn Tây trong giai đoạn từ 1749 - 1751, Vũ Tất Thận đều tham gia và là một trong số những võ tướng thân cận của Trịnh Doanh.

## Được chúa Trịnh tin tưởng, yêu quý
Tháng Giêng năm 1724, Vũ Tất Thận đang là quan Chưởng phủ, được Trịnh Giang tin dùng, cùng với Tham tụng Nguyễn Quý Cảnh, giao thêm việc quản lý, điều hành, tổ chức hương binh ở các huyện gần kinh kỳ, đóng quân ở ngoài kinh thành, tổ chức luyện tập chiến đấu như binh sĩ để bảo vệ kinh thành, đề phòng việc bất trắc có thể xảy ra, khi quân triều đình đi chinh chiến ở xa.
Vào năm Bính Thìn, Vĩnh Hựu năm thứ 2 (1736), Trịnh Giang đã ban cho Vũ Tất Thận là Thử phủ sự, cấp phó của Chưởng phủ sự(lúc này Vũ Tất Thận mới 31 tuổi).
Sau khi lên ngôi, tháng 7 năm 1745, Trịnh Doanh gia phong Vũ Tất Thận là Đại tư đồ, cho đổi họ tên theo họ Trịnh. Sau lại phong chức Hữu tông chánh trong Tôn Nhân Phủ (là cơ quan nắm sự vụ của hoàng thất tôn tộc, coi việc sổ sách, xếp đặt tước lộc, giáo dục, mệnh lệnh; là cơ quan để đánh giá, xem xét năng lực của các con cháu trong tôn thất họ Trịnh ở các chi phái để đề bạt, bổ nhiệm vào các chức vụ. Chức này bao giờ cũng dùng người thân tộc. Tiếp đó, tháng 6 năm 1758, Vũ Tất Thận được phong là Đại tư đồ, Bính Trung công.
Trong tập thơ "Càn nguyên ngự chế thi tập"  (tập thơ Nôm gồm 268 bài thơ), Trịnh Doanh đã có 3 bài thơ khen tặng Vũ Tất Thận (khi cử ông đi đánh trận, khi ông về nghỉ hưu...).

## Được phong tôn thần
Sau khi mất, Bính Quận công Vũ Tất Thận đã được phong thần với tước hiệu "Trang nghi Thuần ý Huân liệt Đại vương"; được phụng thờ tại Đền thờ ở Phường Hà Khẩu nay là Phố Hàng Buồm, Hà Nội (có tượng truyền thần tại chùa Từ Vũ).
Ngày 25 tháng 7 năm Khải Định thứ 9 (1924), Vua Khải Định đã có sắc phong cho Vũ Tất Thận là "Đoan túc dực bảo Trung hưng tôn Thần", ghi nhận công lao đóng góp của ông cho nhà Lê trung hưng
Hiện nay Bính Quận công Vũ Tất Thận được phối thờ tại Đền Bà Chúa Me thôn Phục Lễ, xã Vĩnh Hồng, Bình Giang, Hải Dương (được xếp hạng Di tích lịch sử cấp tỉnh năm 2019 theo Quyết định số 333/QĐ-UBND ngày 22/01/2019 của Ủy ban nhân dân tỉnh Hải Dương)

### Danh mục nguồn
- Phan Huy Chú (2007), Lịch triều Hiến chương loại chí, tập một (Tổ phiên dịch viện sử học phiên dịch và chú giải), Hà Nội: NXB Giáo dục
- Nhiều tác giả (1982). Đại việt sử ký toàn thư, Tập 1, Bản kỷ tục biên (1676-1740). Hà Nội: NXB Khoa học xã hội.
- Nguyễn Tá Nhí (chủ biên) (1982). Tổng tập văn học Nôm Việt Nam, phần Càn nguyên ngự chế thi tập. Hà Nội: NXB Khoa học xã hội.
- Đỗ Văn Ninh (2012). Từ điển quan chức Việt Nam. Hà Nội: NXB Khoa học xã hội.
- Quốc sử quán triều Nguyễn (1998). Khâm định Việt sử Thông giám Cương mục (PDF). Hà Nội. Bản gốc (PDF) lưu trữ ngày 23 tháng 1 năm 2022. Truy cập ngày 21 tháng 8 năm 2023.{{Chú thích sách}}:  Quản lý CS1: địa điểm thiếu nhà xuất bản (liên kết)
- Trịnh Như Tấu (1933). Trịnh Gia chính phả. Hà Nội: Nhà in Ngô Tử Hạ.
- Nguyễn Khắc Thuần (2010). Danh tướng Việt Nam, Tập 3. Hà Nội: NXB Giáo dục Việt Nam.
- Đinh Khắc Thuân (chủ biên) (2012). Thơ văn phủ chúa Trịnh, phần Bình tây thực lực. Hà Nội: NXB Văn hóa thông tin.
- "Trang thông tin Bà chúa Me". Danh nhân làng Phục Lễ; Tài liệu Hán Nôm Đền thờ Bà chúa Me. Năm 2012.